# 老松鸚鵡図
『老松鸚鵡図』（ろうしょうおうむず）は、伊藤若冲の日本画『動植綵絵』の全30幅中の1幅である。マツを背景に白いオウムのつがいが描かれている。

## 背景
『動植綵絵』は江戸時代の日本画家・伊藤若冲の代表作のひとつである。若冲は両親、弟、自分自身の永代供養を願って『釈迦三尊像』と本画を製作し、1765年に相国寺に寄進した。その後は同寺のもとに伝わったが、同寺が廃仏毀釈の影響で貧窮したため、1889年（明治22年）に1万円の下賜金と引き換えに明治天皇へと献上された。その後は御物として皇室の管理化にあったが、1989年（平成元年）に日本国へ寄贈され皇居三の丸尚蔵館の所蔵となった。『動植綵絵』の題は若冲が自ら寄進状に記した名称であり、その名の通り30幅いずれもさまざまな動植物をモチーフとしている。『動植綵絵』の大きな特徴として独創的な色彩表現が挙げられる。技法自体は伝統的な絹絵の表現方法を踏襲しているものの、絵具の種類やその重ね方、裏彩色の活かし方を工夫することで独自の色彩表現として成立している。皇居三の丸尚蔵館学芸室主任研究官の太田彩は本作の製作にかかった10年を「若冲飛躍の10年であり、若冲画風確立の10年であった」と述べている。また、若冲の作品群の中でも特に高い評価を得ており、「『動植綵絵』は別格」などとも評される。本項では『動植綵絵』30幅のうち1幅『老松鸚鵡図』について詳述する。

## 内容
マツを背景に白いオウムのつがいが描かれている。絹本著色。寸法は縦142.6センチメートル、横79.7センチメートルである。『藤景和画記』では「隴客来集」（ろうかくらいしゅう）と題されている。『藤景和画記』は1760年（宝暦10年）に記されたと考えられており、記述にあるのは『芍薬群蝶図』から本画までの計12幅となる。『老松白鶏図』と同一の構図であり、同時期の制作であると考えられている。『老松白鶏図』は動きのあるニワトリを描写している一方で、本画のオウムは微動だにしておらず、マツを背景に白い鳥を描いた2幅で動と静が対比されている。当時のオウムは舶来の珍しい鳥だったが、博物図譜や見世物などで見る機会があった。太田彩および早川泰弘は本画の鳥たちの躍動感のなさを指摘し、生きた鳥ではなく剥製もしくは図画を参考に描いた可能性を指摘している。
オウムは『動植綵絵』の他の絵に見られる白い鳥と同様に、表面に胡粉を、裏彩色に胡粉と黄土が施されている。この胡粉と黄土による裏彩色は太田彩が「白羽の下に金泥」と形容する技法で、胡粉で描かれた白羽の下に黄土の裏彩色、肌裏紙の墨、絵絹の質感が合わさることで金色に輝いているかのような視覚的効果が得られる。若冲は本画の他にも多数のオウムを主題とした作品を描いており、それらの経験を経てより緻密な羽毛の描写がされている。頭部の羽冠を高精細画像で見ると橙色の粒子がみられ、鉛が検出されることからわずかに鉛丹が施されているとみられている。光沢を伴う黒目はわずかに盛り上がっており、黒漆が用いられていると考えられているが、これは中国画の影響を受けている可能性が指摘されている。黒目周囲の黄色は黄土、その外側の赤と緑は染料によるものである。灰色のくちばしは胡粉と青の染料を混ぜた上から薄墨で立体感を出している。なお、立派な冠羽をもつ大型の白いオウムはセラム島原産のオオバタンとモルッカ諸島産のタイハクオウムの2種が存在するが、本画のオウムはどちらとも取れる描写となっている。
『老松白鶏図』では白のニワトリと対比するように赤い太陽を描いているように、本画でも朱と緑のインコが描かれている。緑はおそらく緑青によるもので、銅と少量のヒ素が検出されているが、塗りムラの大きさが特徴である。青は群青によるもの、赤は辰砂によるものであり、それらに染料が重ねられている。尾羽には金泥が用いられているが、『動植綵絵』で金泥が用いられている作例は希少で、本画の他に『老松孔雀図』のみである。この小さなインコ1羽に緑、青、赤、金の4色が用いられており、透明感のある薄塗りを重ねることで色彩表現を作り出す若冲においては珍しい表現である。主役のオウムと共にインコを配している点について、太田彩は「若冲の図様、構図に対する独特の感覚が洗練されてきた様子」だと評しており、狩野博幸も「若冲独特のバランス感覚」だと述べている。なお、緑のインコはニューギニア島周辺に分布するオオハナインコのオスだとみられている。
マツは『老松白鶏図』と同様の描写である。深緑はすべて染料によるもので、顔料は一切用いられていない。大典顕常はマツの幹を「一松虹臥」、すなわち虹のようだと形容しており、孤のような形状の幹が描かれている。若冲はこのような幾何学的な文様を自然の中に混ぜ込む手法を『動植綵絵』でたびたび採用している。樹肌は蛇の目のような独特の表現がされている。
土坡は滝のような形状で描かれており、幹を挟んで反対側には滝が描かれている。裏彩色は土坡に薄い黄土が、滝は薄い胡粉が施されている。なお、本画で裏彩色が施されているのは土坡、滝、オウムのみである。

## 落款
款記には「心遠館主人若冲写」とある。印は白文円印で「汝鈞」と、朱文円印で「若冲居士」と捺されている。「汝鈞」は名、「若冲居士」は号を意味する。